# Глушков, Пётр Иванович
Пётр Ива́нович Глушко́в (1900—1983) — советский хозяйственный деятель, заслуженный работник народного хозяйства Карельской АССР (1970).

## Биография
Родился в крестьянской семье.
Окончил в 1919 году школу-коммуну, с 1920 года — в Красной армии. Участник Гражданской войны.
С 1925 года работал на руководящих хозяйственных должностях на предприятиях целлюлозно-бумажной промышленности РСФСР.
В 1941 году окончил Архангельскую промышленную академию. Работал руководителем на целлюлозно-бумажных предприятиях Вологодской области.
В 1950—1959 годах — директор Сегежского целлюлозно-бумажного комбината.
В 1960—1964 годах — первый директор Петрозаводского завода бумагоделательных машин.
Избирался депутатом Верховного Совета Карело-Финской ССР IV созыва и Верховного Совета Карельской АССР V созыва.